# Argyrogena fasciolata
Argyrogena fasciolata är en ormart som beskrevs av Shaw 1802. Argyrogena fasciolata ingår i släktet Argyrogena och familjen snokar. Inga underarter finns listade i Catalogue of Life.
Arten förekommer i Indien i delstaten Västbengalen nära Darjeeling. Honor lägger ägg.

## Bildgalleri

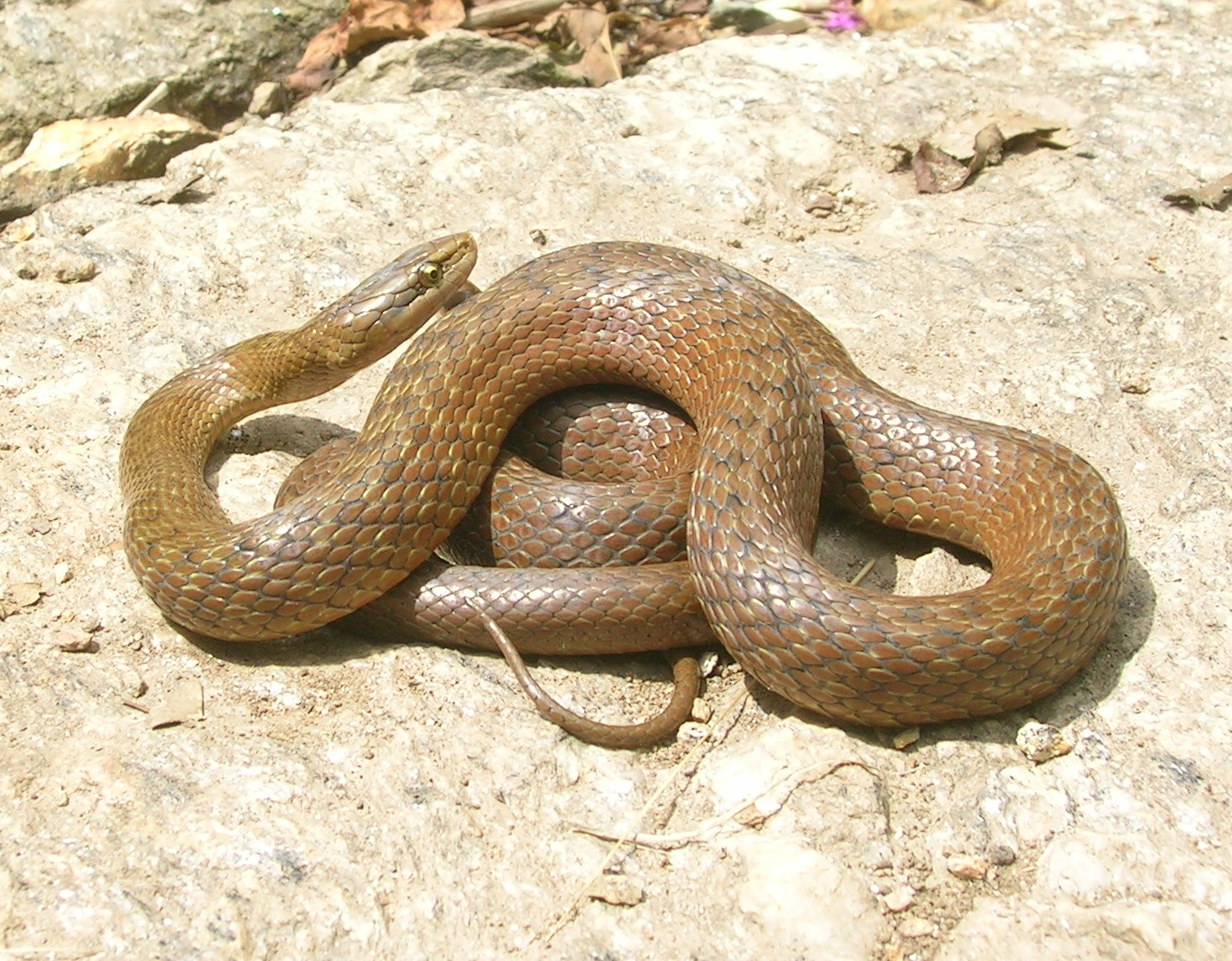
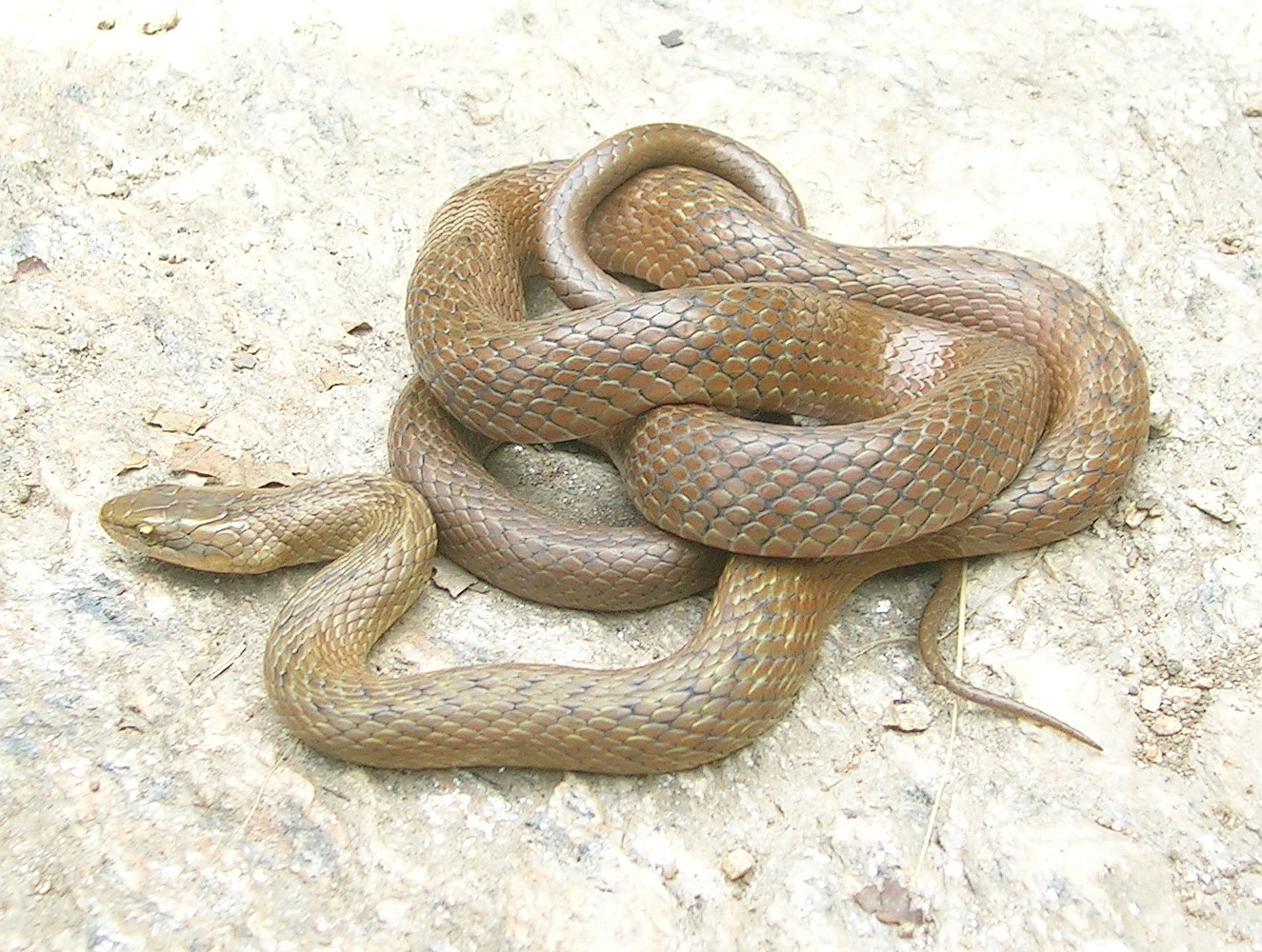